# Noor Shaker

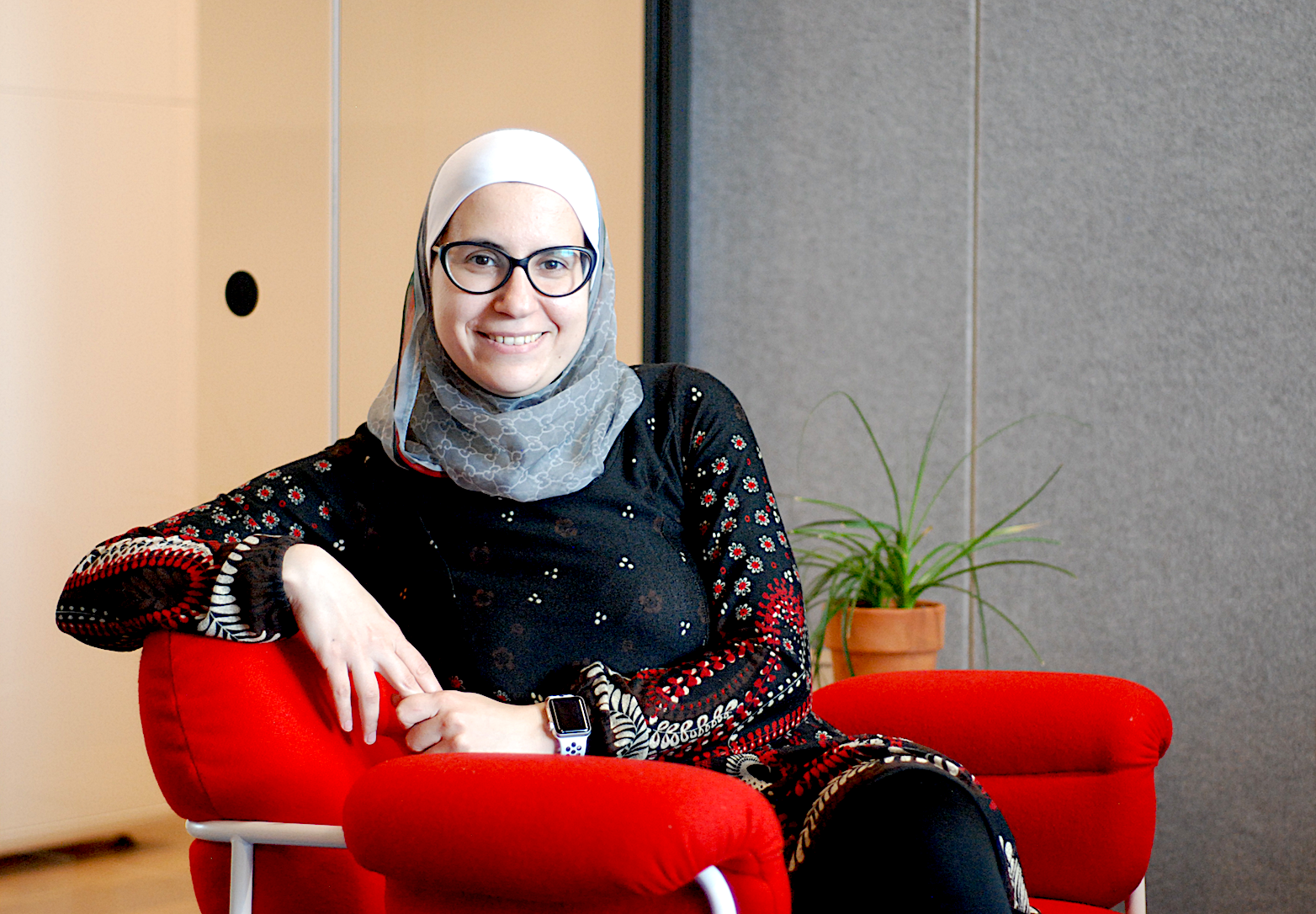
Noor Shaker

Noor Shaker (* Juli 1983 in Damaskus) ist eine syrische Informatikerin, Unternehmerin und Hochschullehrerin. Sie gründete das Unternehmen Glamorous.AI, das menschliche und maschinelle Intelligenz kombiniert, um die Wirkstoffentdeckung zu verbessern und Anwendungen zu ermöglichen, wo nur begrenzte Daten verfügbar sind. 2018 erhielt sie von der britischen Premierministerin Theresa May einen CogX UK Rising Star Award für AI-Technologie.

## Leben und Werk
Shaker studierte Informatik an der Universität Damaskus, wo sie einen Bachelor-Abschluss erwarb. An der Katholieke Universiteit Leuven in Belgien spezialisierte sie sich auf künstliche Intelligenz und erwarb einen Master-Abschluss. Von 2009 bis 2013 promovierte sie in Dänemark an der IT-Universität Kopenhagen im Bereich Maschinelles Lernen und setzte dort im Anschluss als Postdoc ihre Forschung fort. 2016 wurde sie zur Assistenzprofessorin an der Universität Aalborg ernannt. Ihre Forschung dort konzentrierte sich auf Modelle des Maschinellen Lernens (ML) in Videospielen. Während dieser Zeit schrieb sie ein Lehrbuch und verfasste über 30 wissenschaftliche Publikationen. Sie ist Vorsitzende des IEEE Games Technical Committee und aktives Mitglied der games research society.
2015 gründete sie das Unternehmen Lynura, das intelligente mobile App- und IT-Lösungen anbot. 2017 war sie Mitgründerin von GTN Ltd (Generative Tensorial Networks). Das Unternehmen kombiniert Techniken des Maschinellen Lernens und quantenphysikalische Simulationen, um bessere Vorhersagen für Therapeutika für medizinische Zwecke treffen zu können. 2019 trat sie von ihrer Position als CEO des Unternehmens zurück. 2020 startete sie in London das Start-up-Unternehmen Glamorous AI. Dieses Unternehmen ist eine Fortsetzung ihrer Entwicklung von neuen Lösungen für die Wirkstoffforschung und integriert chemisches Expertenwissen mit fortgeschrittenem maschinellem Lernen, um schnell neue chemische Einheiten mit gewünschten Eigenschaften zu entdecken. Sie arbeitet bei Glamorous AI mit Wissenschaftlern beispielsweise an der Cardiff University, um mithilfe der Plattform von Glamorous AI mögliche COVID-19-Medikamente zu entdecken.

## Forschung
Mit Quantencomputern simuliert sie das Verhalten verschiedener chemischer Verbindungen. Algorithmen für maschinelles Lernen assimilieren Daten und lernen daraus, ohne dass sie ausdrücklich dafür geschult werden müssen. Dies ermöglicht es, mögliche Verbindungen genauer zu untersuchen und ihre Eigenschaften wie Löslichkeit und Toxizität zu analysieren. Die Algorithmen des Unternehmens simulieren, filtern und wählen Moleküle aus, um sie in verschiedene Medikamente umzuwandeln. GTN LTD soll nicht nur den Entwurfsprozess beschleunigen, sondern auch die Kosten dieser Verfahren halbieren.
Es ist schwierig, Medikamente zu entwickeln, die die Blut-Hirn-Schranke überwinden, um neurologische Erkrankungen wie Alzheimer und Parkinson bekämpfen zu können. Derzeit konzentrieren sich Shaker und ihr Team auf die Entdeckung von Medikamenten, die in das Gehirn gelangen können.

## Veröffentlichungen (Auswahl)
- mit Julian Togelius, Mark J. Nelson: Procedural Content Generation in Games, Springer, 2016, ISBN 978-3-319-42714-0

## Auszeichnungen (Auswahl)
- 2013: IEEE Transactions on Computational Intelligence and AI in Games Outstanding Paper Award
- 2018: Innovators Under 35 by MIT Technology Review
- 2018: 50 Movers and Shakers in BioBusiness by BioBeat
- 2018: Rising Star by CogX
- 2019: BBC 100 Women